# Stade Louis II

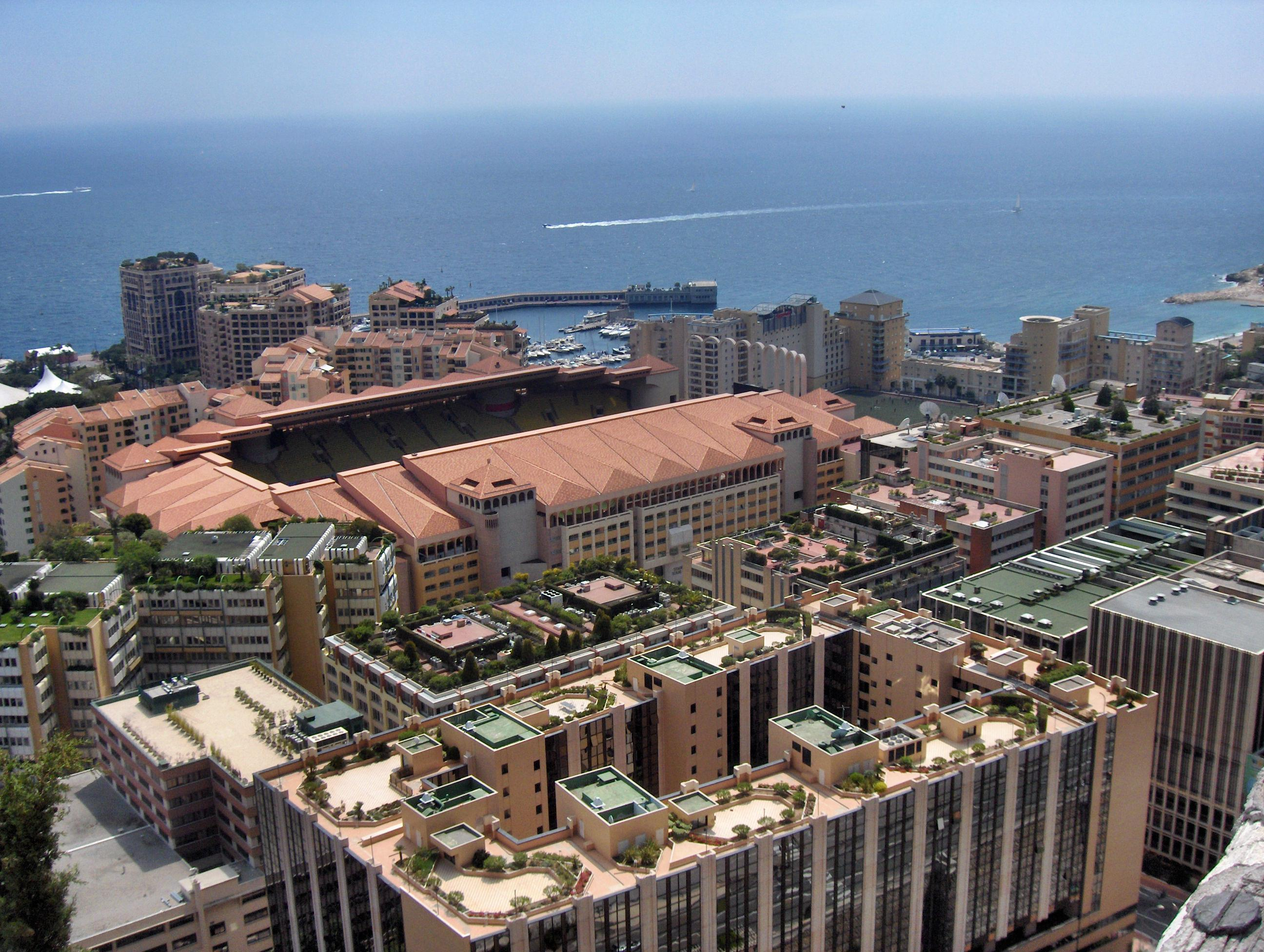
Stade Louis II, vy uppifrån.

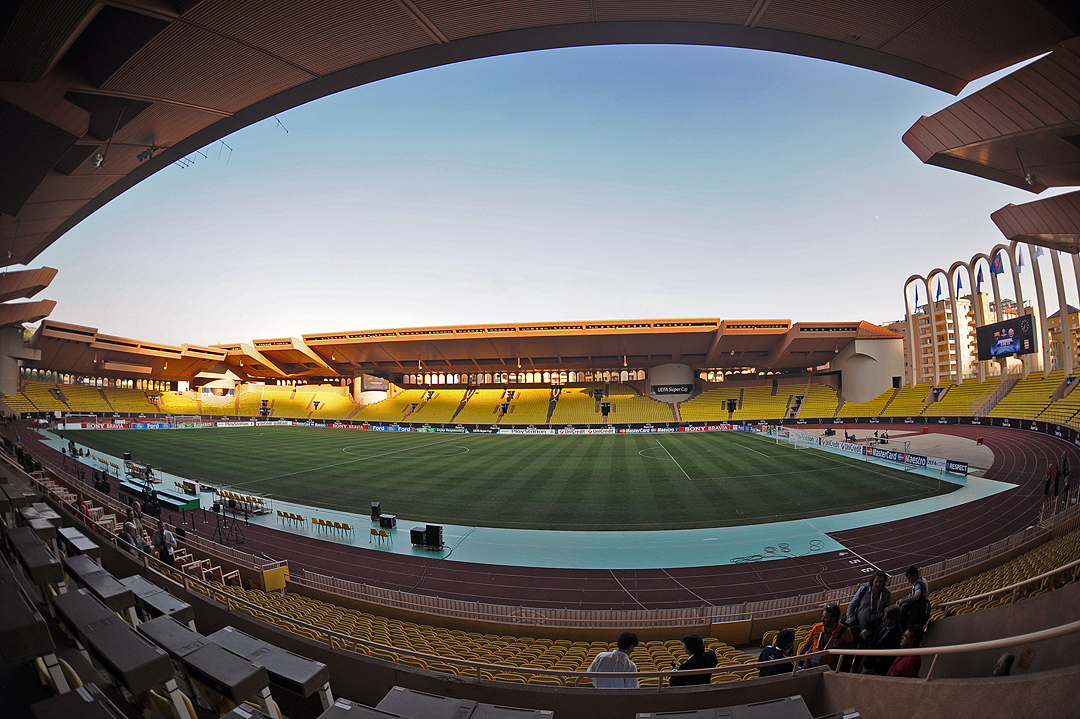
Interiören av fotbollsarenan.

Stade Louis II (ibland skrivet som Stade Louis-II) är en arena belägen i distriktet Fontvieille i Monaco. Den används för både fotboll och friidrott. Inom fotboll är den hemmabas för AS Monaco, och den har varit värdarena för Uefa Super Cup mellan 1998 och 2012. Inom friidrott är den värd för IAAF:s världsfinaler i friidrott (även om vissa grenar som släggkastning måste ske på andra platser då arenan är för liten).

## Historik
Den ursprungliga Stade Louis II-arenan öppnade 1939 som hemmaarena för AS Monaco. Den nya arenan byggdes i början av 1980-talet, i närheten av den gamla på land som återvunnits från havet och öppnade officiellt 25 januari 1985. På den gamla arenans plats ligger numera köpcentret Centre Commercial de Fontevielle.
Den har idag en kapacitet för ungefär 18 500 åskådare. Majoriteten av arenans faciliteter ligger under mark, med ett stort parkeringsgarage direkt under fotbollsplanen. Detta har gjort att gräsmattans kvalité har kritiserats av tränarna till AS Monacos motståndare.
Som kuriosa kan nämnas att många svenska idrottsstjärnor är bosatta i Monaco och använder arenan som träningsplats. 
I arenan är även International University of Monaco, kallat IUM, beläget.